# Elise Ringen
Pour les articles homonymes, voir Ringen.
Elise Ringen, née le 21 novembre 1989 à Meråker, est une biathlète norvégienne. Sa sœur jumelle Ada a également pratiqué le biathlon et le ski de fond à haut niveau.

## Biographie
Membre du club Varden IL, Ringen fait ses débuts internationaux aux Championnats du monde jeunesse (moins de 19 ans) en 2007, se classant notamment quatrième de la poursuite. En fin d'année 2007, elle remporte sa première manche dans la Coupe d'Europe junior à Geilo.
En 2008, la Norvégienne confirme son succès par trois succès aux Championnats du monde junior à Ruhpolding.
En fin d'année 2009, elle est conviée pour l'étape de Coupe du monde à Östersund. Deux ans plus tard, au même lieu elle revient à ce niveau de compétition, après deux années, où elle apparaît peu dans des courses internationales. Elle y marque ses premiers points dans la Coupe du monde, concluant cette étape notamment par une douzième place en poursuite.
En fin d'année 2011, elle monte sur son premier podium en Coupe du monde en aidant les Norvégiennes à gagner le relais d'Hochfilzen, étape où Ringen signe son meilleur résultat individuel dans l'élite avec une dixième place sur le sprint.
Elle a participé aux Championnats du monde 2012, où après une 14e place au sprint en tant que meilleur résultat individuel, elle obtient la médaille de bronze sur le relais avec Fanny Horn-Birkeland, Synnøve Solemdal et Tora Berger.
Aux Jeux olympiques d'hiver de 2014, à Sotchi, elle est 24e de l'individuel, pour sa seule course au programme.
En 2015, pour sa dernière saison dans l'élite, elle prend part à ses deuxièmes championnats du monde à Kontiolahti.

## Palmarès

### Jeux olympiques
| Épreuve / Édition  | Sotchi 2014 |
| Sprint 7,5 km      | —           |
| Poursuite 10 km    | —           |
| Mass start 12,5 km | —           |
| Individuel 15 km   | 24e         |
| Relais féminin     | —           |
| Relais mixte       | —           |

Légende : — : pas de participation à l'épreuve.

### Championnats du monde
| Épreuve / Édition  | Ruhpolding 2012 | Kontiolahti 2015 |
| Individuel 15 km   | 71e             | 32e              |
| Sprint 7,5 km      | 14e             | 53e              |
| Poursuite 10 km    | 21e             | 37e              |
| Mass start 12,5 km | 22e             | —                |
| Relais féminin     | Bronze          | —                |
| Relais mixte       | —               | —                |

### Coupe du monde
- Meilleur classement général : 25e en 2012.
- Meilleur résultat individuel : 10e
- 3 podiums en relais : 1 victoire, 1 deuxième place et 1 troisième place (en comptant le podium obtenu aux Championnats du monde).

#### Classements détaillés
| Saison    | Classement général | Classement de l'individuel | Classement du sprint | Classement de la poursuite | Classement de la mass start |
| 2007-2008 | nc                 |                            | nc                   | nc                         |                             |
| 2008-2009 | nc                 | nc                         | nc                   |                            |                             |
|           |                    |                            |                      |                            |                             |
| 2011-2012 | 25e                | 39e                        | 30e                  | 24e                        | 18e                         |
| 2012-2013 | 88e                | nc                         | 77e                  | nc                         |                             |
| 2013-2014 | 39e                | 43e                        | 40e                  | 40e                        | 32e                         |
| 2014-2015 | 42e                | 36e                        | 46e                  | 46e                        | 31e                         |

### Championnats d'Europe
- Médaille de bronze du relais sénior en 2008.
- Médaille d'or de l'individuel junior en 2008.

### Championnats du monde junior
- Ruhpolding 2008 :
  -  médaille d'argent en sprint.
  -  médaille d'argent en relais.
  -  médaille de bronze de la poursuite.